# Майк Де Палмер
Майк Де Палмер (англ. Mike De Palmer; 17 жовтня 1961 — 7 серпня 2021) — колишній американський тенісист.
Найвищу одиночну позицію світового рейтингу — 35 місце досяг 21 лютого, 1983, парну — 20 місце — 3 листопада, 1986 року.
Здобув 6 парних титулів.
Найвищим досягненням на турнірах Великого шолома був півфінал в парному розряді.

## Фінали Гран-прі та WCT

### Парний розряд: 12 (6–6)
| Результат | Ранг | Дата     | Турнір                   | Покриття   | Партнер             | Суперники                           | Рахунок       |
| --------- | ---- | -------- | ------------------------ | ---------- | ------------------- | ----------------------------------- | ------------- |
| Поразка   | 1.   | Вер 1984 | Сан-Франциско, США       | Тверде (i) | Семмі Джаммалва     | Пітер Флемінг Джон Макінрой         | 3–6, 4–6      |
| Перемога  | 1.   | Лип 1985 | Лівінгстон, США          | Тверде     | Пітер Дуен          | Едді Едвардс Дані Віссер            | 6–3, 6–4      |
| Поразка   | 2.   | Лис 1985 | Стокгольм, Швеція        | Тверде (i) | Гері Доннеллі       | Гі Форже Андрес Гомес               | 3–6, 4–6      |
| Перемога  | 2.   | Лис 1985 | Відень, Австрія          | Килим (i)  | Гері Доннеллі       | Серхіо Касаль Еміліо Санчес Вікаріо | 6–4, 6–3      |
| Поразка   | 3.   | Тра 1986 | Флоренція, Італія        | Ґрунт      | Гері Доннеллі       | Серхіо Касаль Еміліо Санчес Вікаріо | 4–6, 6–7      |
| Поразка   | 4.   | Вер 1986 | Сан-Франциско, США       | Тверде (i) | Гері Доннеллі       | Пітер Флемінґ Джон Макінрой         | 4–6, 6–7(2–7) |
| Перемога  | 3.   | Жов 1986 | Tokyo Indoor, Японія     | Килим (i)  | Гері Доннеллі       | Андрес Гомес Іван Лендл             | 6–3, 7–5      |
| Перемога  | 4.   | Жов 1986 | Гонконг, Велика Британія | Тверде     | Гері Доннеллі       | Пет Кеш Марк Кратцманн              | 7–6, 6–7, 7–5 |
| Перемога  | 5.   | Лис 1986 | Йоганнесбург, ПАР        | Тверде (i) | Хрісто ван Ренсбург | Андрес Гомес Шервуд Стюарт          | 3–6, 6–2, 7–6 |
| Поразка   | 5.   | Бер 1987 | Чикаго, США              | Килим (i)  | Гері Доннеллі       | Пол Еннекон Крісто ван Ренсбург     | 3–6, 6–7(4–7) |
| Перемога  | 6.   | Тра 1989 | Флоренція, Італія        | Ґрунт      | Блейн Вілленборг    | П'єтро Пеннізі Сімоне Рестеллі      | 4–6, 6–4, 6–4 |
| Поразка   | 6.   | Чер 1989 | Бристоль, Англія         | Трава      | Гері Доннеллі       | Пол Чемберлен Тім Вілкінсон         | 6–7, 4–6      |